# Culicoides impunctatus
Culicoides impunctatus är en tvåvingeart som beskrevs av Maurice Emile Marie Goetghebuer 1920. Culicoides impunctatus ingår i släktet Culicoides och familjen svidknott. Inga underarter finns listade i Catalogue of Life.